# Rui Salvador
Rui João Rodrigues Salvador (Lisboa, 1 de janeiro de 1965) é um cavaleiro tauromáquico português. 
Estreou-se em público na praça de toiros de Vila Nova da Barquinha, a 12 de março de 1976 e debutou ainda amador na Monumental do Campo Pequeno, a 22 de fevereiro de 1977, no tradicional festejo de Carnaval. A 9 de agosto de 1984 regressava à arena da capital para receber a alternativa de cavaleiro tauromáquico, tendo como padrinho José Mestre Baptista e como testemunha João Moura. Embora sem tourear em corridas de morte, já atuou em Macau, França e EUA. Por ocasião dos seus 30 anos de alternativa, lidou em solitário seis toiros Murteira Grave, na praça de toiros José Salvador, em Tomar, a 8 de maio de 2014.